# 탕가니카 땅콩 계획
탕가니카 땅콩 계획(Tanganyika groundnut scheme)은 영국이 탕가니카 지역에 대규모로 땅콩을 재배하고자 했던 실패한 계획이다.
제2차 세계 대전의 후유증이 심각했던 1946년에 클레멘트 애틀리 총리가 이끄는 노동당 정권이 시작한 탕가니카 땅콩 계획의 목표는 영국의 마가린 공급 증가를 위해 지방 종자를 12,000km2가 넘는 지역에서 재배하는 것이었다. 또한 당시 영국은 미국에 엄청난 채무를 지고 있었는데 존 메이너드 케인즈가 '재정적인 됭케르크 철수'라고 일컬을 정도로 심각했던 위기 상황 속에서 경제적 이익을 얻기 위한 목적도 있었다.
식량장관 이블린 존 스트레이치를 비롯해서 해당 계획을 이끌었던 이들은 환경과 강우가 부적절하고 통신 수단이 부족하다는 경고를 간과했고 성과만 성급하게 내려고 했다.
3600만 파운드(2020년 현재 기준 10억 파운드에 상당하는 가치)를 투자하고서도 실패한 해당 계획은 결국 1951년에 폐기됐다.